# محافظ مقاطعة خيرسون
محافظ خيرسون أوبلاست (بالأوكرانية: Губернатор Херсонської області)؛ وهو حاكم خيرسون أوبلاست وهو رئيس السلطة التنفيذية لمنطقة خيرسون أوبلاست .
يقع المقر الرسمي للحاكم في خيرسون . في تاريخ ( 27 أكتوبر 2021 )، عين الرئيس فولوديمير زيلينسكي هنادي لاهوتا حاكمًا . لاهوتا عضو في الحزب السفيتي.

## الحكام
1. رئيس اللجنة التنفيذية لمنطقة خيرسون أوبلاست:
2. تيموفي باريلنيك ستلم المنصب من عام( 1944 إلى 1950).
3. لبيليب باسينشينكو ستلم المنصب من عام ( 1950 - 1963).
4. ميكولا ماكوشنكو ستلم المنصب من عام (1963-1969)
5. ميكولا كوباك ستلم المنصب من عام (1963-1964).
6. دينا بروتسينكو ستلم المنصب من عام (1969-1978).
7. فاسيل ميتلييف ستلم المنصب من عام (1978-1983).
8. ميخايلو كوشنرينكو ستلم المنصب من عام (1983-1987)
9. أولكسندر ميلنيكوف ستلم المنصب من عام (1987-1991)
10. ميخايلو كوشنرينكو ستلم المنصب من عام (1991-1992)

## ممثل الرئيس
- أولكسندر ميلنيكوف ستلم المنصب من عام (1992-1994).

## رئيس اللجنة التنفيذية
- فيتالي زولوبوف ستلم منصبه (1994-1995).

## رؤساء الإدارة
1. يوري كراسيك (1996-1997)
2. ميخايلو كوشنرينكو (1997-1998)
3. أناتولي كاسيانينكو(1998- 1999)
4. أولكسندر فيربيتس (1999- 2000)
5. يوري كرافشينكو (2001-2002)
6. اناتولي يورشينكو (2002- 2004)
7. سيرهي دوفجان (2004)
8. فولوديمير خوداكوفسكي (2004-2005)
9. بوريس سيلينكوف (2005-2010)
10. أناتولي هريتسينكو (2010)
11. ميكولا كوستياك (2010-2012)
12. يوري أودارتشينكو (2014)
13. ايهور شيبيليف (2014) (التمثيل)
14. أندريه بوتيلوف (-2016-2015)
15. أندري جورديدوف(2016- 2019)
16. دميترو بوتري (2019) (تمثيل)
17. يوري هوسيف (2019-2020)[1]
18. سيرهي كوزير (2020-2021 ) (التمثيل)[2][3]
19. هينادي لاهوتا (2021 - شاغل الوظيفة)[4]